# Челядж
Чѐлядж (на полски: Czeladź) е град в Южна Полша, Силезко войводство, Бенджински окръг. Административно е обособен като самостоятелна градска община с площ 16,38 км2.

## Население
Според данни от полската Централна статистическа служба, към 1 януари 2014 г. населението на града възлиза на 32 940 души. Гъстотата е 2 011 души/км2.